# Frederick Clod
Frederick Clod, gelatiniseerd als Clodius (1625 - na 1661), was een Duitse dokter en "mystiek scheikundige" die in Londen woonde. Hij vestigde zich in een huis in Axe Yard, naast de bekende schrijver Samuel Hartlib, en trad in 1660 in het huwelijk met diens dochter Mary. Een andere bekende buurman was de dagboekschrijver Samuel Pepys, die hem verschillende keren vermeldde. Hoewel hij een bescheiden rol speelde in de scheikundige ontwikkelingen van die tijd, was hij een vriend van Robert Boyle en voorzag hij Boyle van diverse uiteenlopende recepten.
Clodius kwam in 1652 naar Engeland, aanbevolen aan Hartlib door Johann Moriaen. Voor zijn verhuizing naar Engeland was hij in dienst bij Frederik III van Sleeswijk-Holstein-Gottorp, voor wie hij "zeldzaamheden" verzamelde. Onder zijn verzameling bevonden zich onder andere manuscripten van Jan Baptista van Helmont.